# کنی هو
کنی هو (انگلیسی: Kenny Ho؛ زادهٔ ۲۹ دسامبر ۱۹۵۹) بازیگر و خواننده اهل هنگ کنگ است.
از فیلم‌ها یا مجموعه‌های تلویزیونی که وی در آن‌ها نقش داشته‌است می‌توان به داستان پلیس ۲ اشاره نمود.